# 韮崎中央公園芝生広場

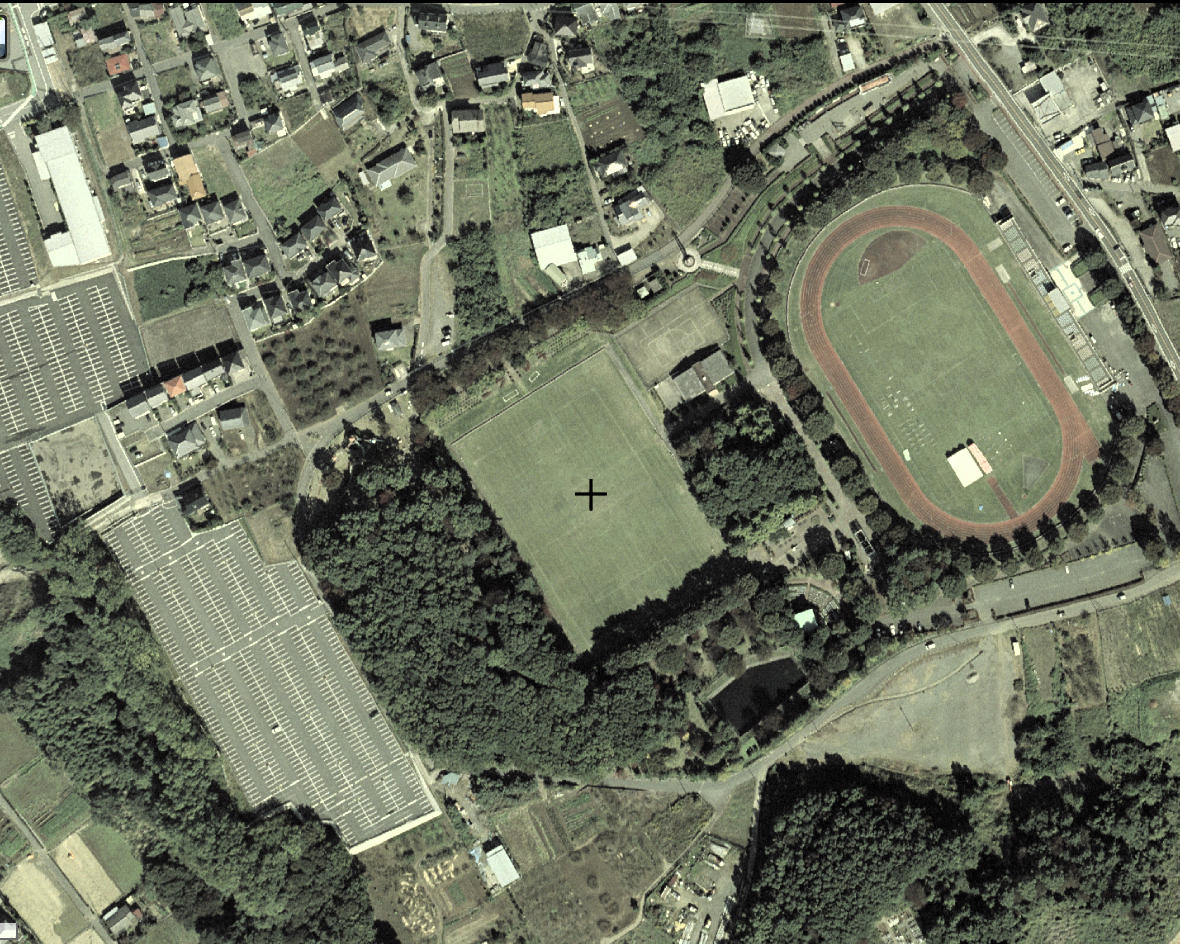
韮崎中央公園

韮崎中央公園芝生広場（にらさきちゅうおうこうえんしばふひろば）は、韮崎市が所有・管理しているサッカー場で、韮崎中央公園内に立地している。

## 概要

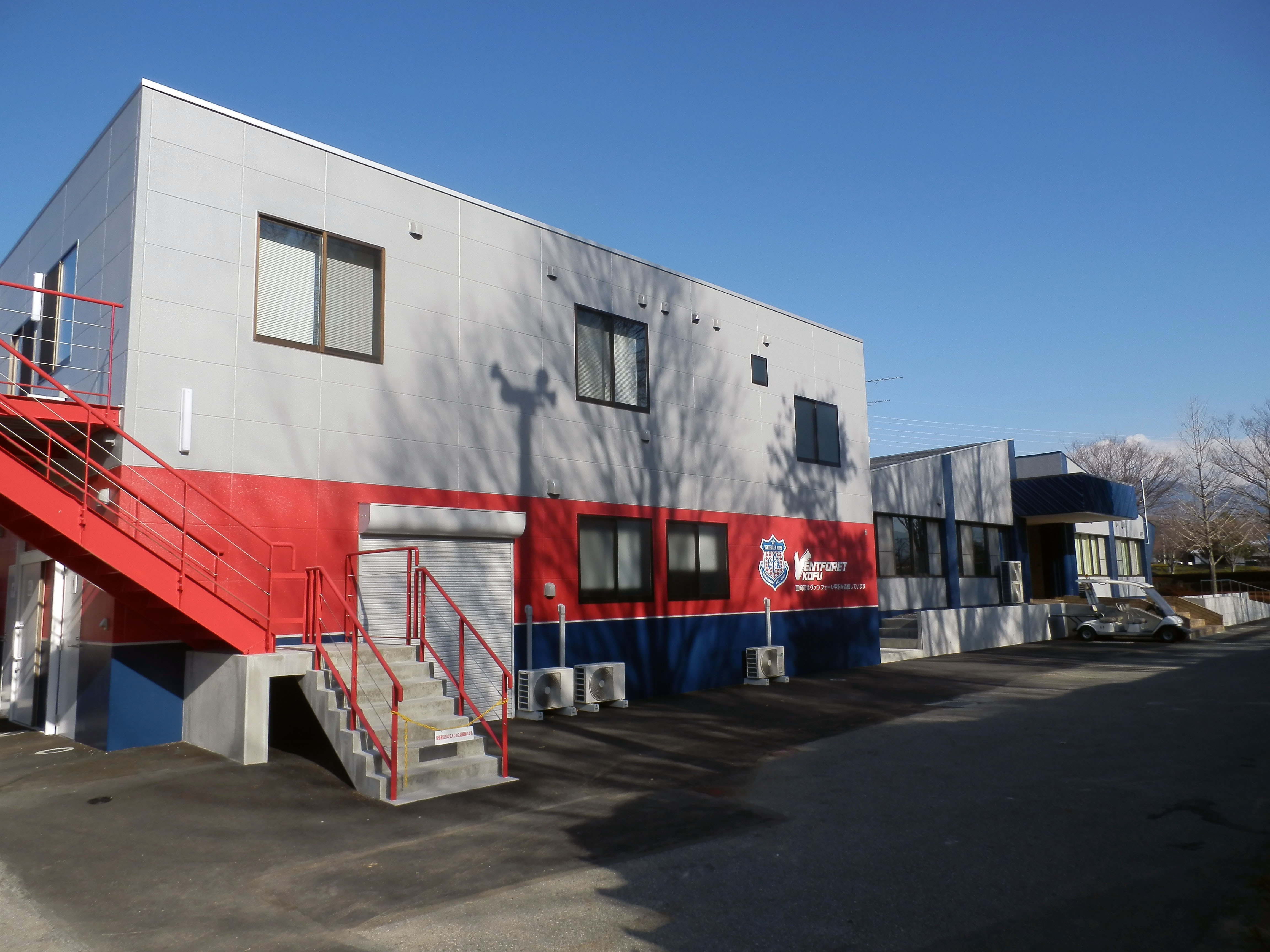
芝生広場に隣接して建てられたヴァンフォーレ甲府のクラブハウス

名前こそ芝生広場であるが実際はスタンドがあるサッカー専用の球技場であり、フィールドはサッカー競技に適した天然芝で覆われているほか、ゴールポストも常備されている。隣接する陸上競技場と共にJリーグ・ヴァンフォーレ甲府が練習場として使用しているほか、全国高等学校サッカー選手権大会山梨県大会の会場などとして公式戦を開催した実績がある。競技がない指定された日（基本的に第2・第4土日曜日）は市民にも開放されている。
2012年11月17日にヴァンフォーレ甲府が優勝パレードおよび報告会に出席した横内公明韮崎市長は挨拶の中で「芝生広場をヴァンフォーレ甲府の練習拠点として最優先に提供する」と発表した。これまでも芝生広場は練習場として提供されてきたが、ヴァンフォーレ甲府が使用できる日数を大幅に増やす予定である。また、芝生を小瀬陸上競技場（山梨中銀スタジアム）と同じものに張り替えるほか、クラブハウスも建設しヴァンフォーレ甲府に優先的に貸し出す。クラブハウスは2013年9月27日に竣工し、10月6日に完成式典が行なわれた。

## 要目・設備
- スタンドは全席芝生席で、メインスタンドはスペースの都合上、通常のアウェイ側（右手側）のコーナー近くにのみ存在している。また、バックスタンドは段状になっている。収容人数は公称3,000人。
- クラブハウスは外壁にヴァンフォーレ甲府のエンブレムとロゴが入っている。グラウンド側に新たに2階建ての施設が作られたほか、既存の平屋建の施設についても改修が行われている。内部はミーティングルームやロッカーのほかメディカルルームや浴場が備えられている。